# بو ريان
بو ريان (20 ديسمبر 1947 في الولايات المتحدة - ) (بالإنجليزية: Bo Ryan) هو مدرب كرة سلة ولاعب كرة سلة أمريكي في مركز هجوم خلفي.

## وصلات خارجية
- بو ريان على موقع قاعة المشاهير الجامعة الوطنية لكرة السلة (الإنجليزية)
- بو ريان على موقع كلية كرة السلة في سبورتس رفرنس.كوم (الإنجليزية)